# Wellington (Kentucky)
Wellington es una ciudad ubicada en el condado de Jefferson en el estado estadounidense de Kentucky. En el Censo de 2010 tenía una población de 565 habitantes y una densidad poblacional de 2.397,23 personas por km².

## Geografía
Wellington se encuentra ubicada en las coordenadas 38°13′00″N 85°40′13″O / 38.21667, -85.67028. Según la Oficina del Censo de los Estados Unidos, Wellington tiene una superficie total de 0.24 km², de la cual 0.24 km² corresponden a tierra firme y (0%) 0 km² es agua.

## Demografía
Según el censo de 2010, había 565 personas residiendo en Wellington. La densidad de población era de 2.397,23 hab./km². De los 565 habitantes, Wellington estaba compuesto por el 96.46% blancos, el 0.18% eran afroamericanos, el 0.35% eran amerindios, el 1.59% eran asiáticos, el 0% eran isleños del Pacífico, el 0.35% eran de otras razas y el 1.06% pertenecían a dos o más razas. Del total de la población el 1.59% eran hispanos o latinos de cualquier raza.